# Cratere Kane
Kane è un cratere lunare di 54,96 km situato nella parte nord-orientale della faccia visibile della Luna.
Il cratere è dedicato all'esploratore statunitense Elisha Kane.

## Crateri correlati
Alcuni crateri minori situati in prossimità di Kane sono convenzionalmente identificati, sulle mappe lunari, attraverso una lettera associata al nome.
| Kane | Coordinate            | Diametro (in km) |
| ---- | --------------------- | ---------------- |
| A    | 61°14′24″N 27°03′00″E | 6,07             |
| F    | 59°39′36″N 23°14′24″E | 7,2              |
| G    | 59°15′00″N 25°20′24″E | 9,71             |